# 대한민국 민법 제223조
대한민국 민법 제223조는 저수, 배수, 인수를 위한 공작물에 대한 공사청구권에 대한 민법조문이다. 

## 조문
제223조(저수, 배수, 인수를 위한 공작물에 대한 공사청구권) 토지소유자가 저수, 배수 또는 인수하기 위하여 공작물을 설치한 경우에 공작물의 파손 또는 폐색으로 타인의 토지에 손해를 가하거나 가할 염려가 있는 때에는 타인은 그 공작물의 보수, 폐색의 소통 또는 예방에 필요한 청구를 할 수 있다.

## 사례
매립장 부지 인근에 토지를 보유한 한 기업(피고)이 기존보다 좁고 얕은 배수로를 새로 설치해 기존 배수로를 따라 자연히 흘러오는 물의 일부를 막아  매립장 침수 사고가 발생하였고 배수로 일부가 더 좁아져 물이 넘치는데도 피고들은 이를 보수하지 하지 않은 경우, 매립장 건설업체(원고)는 본 조에 따라 피고에 보수를 요청할 수 있다.

## 참고 문헌
1. ↑  [서울고등법원 2009. 12. 23. 선고 2008나111444 판결]